# Hypertension intracrânienne idiopathique
 Mise en garde médicale
L'hypertension intracrânienne idiopathique est une maladie consistant en une hypertension intracrânienne sans cause retrouvée.

## Clinique
C'est celle des hypertensions intracrâniennes : céphalées, nausées ou vomissements. Il peut exister des acouphènes de type pulsatile.
À un stade plus avancé, les signes oculaires apparaissent, avec parfois une paralysie oculomotrice, une vision floue pouvant révéler un œdème papillaire.

## Examens complémentaires
La prise de la pression intracrânienne montre des niveaux élevés.
Le scanner crânien et l'IRM sont faits essentiellement pour confirmer le caractère idiopathique de l'hypertension intracrânienne.

## Traitement
Les corticoïdes sont efficaces mais comportent des risques à long terme. 
La baisse de poids permet d'améliorer les signes ophtalmologiques, notamment l'œdème papillaire. Dans les formes résistantes, la décompression chirurgicale du nerf optique peut avoir un intérêt.
L'acétazolamide permet une discrète amélioration de la vision. 